# Diédougou (Kati)
Diédougou is een gemeente (commune) in de regio Koulikoro in Mali. De gemeente telt 10.500 inwoners (2009).